# (3858) Dorchester
(3858) Dorchester est un astéroïde de la ceinture principale aréocroiseur.

## Description
(3858) Dorchester est un astéroïde aréocroiseur. Il présente une orbite caractérisée par un demi-grand axe de 2,19 UA, une excentricité de 0,24 et une inclinaison de 7,7° par rapport à l'écliptique.

## Compléments